# Viru-láp

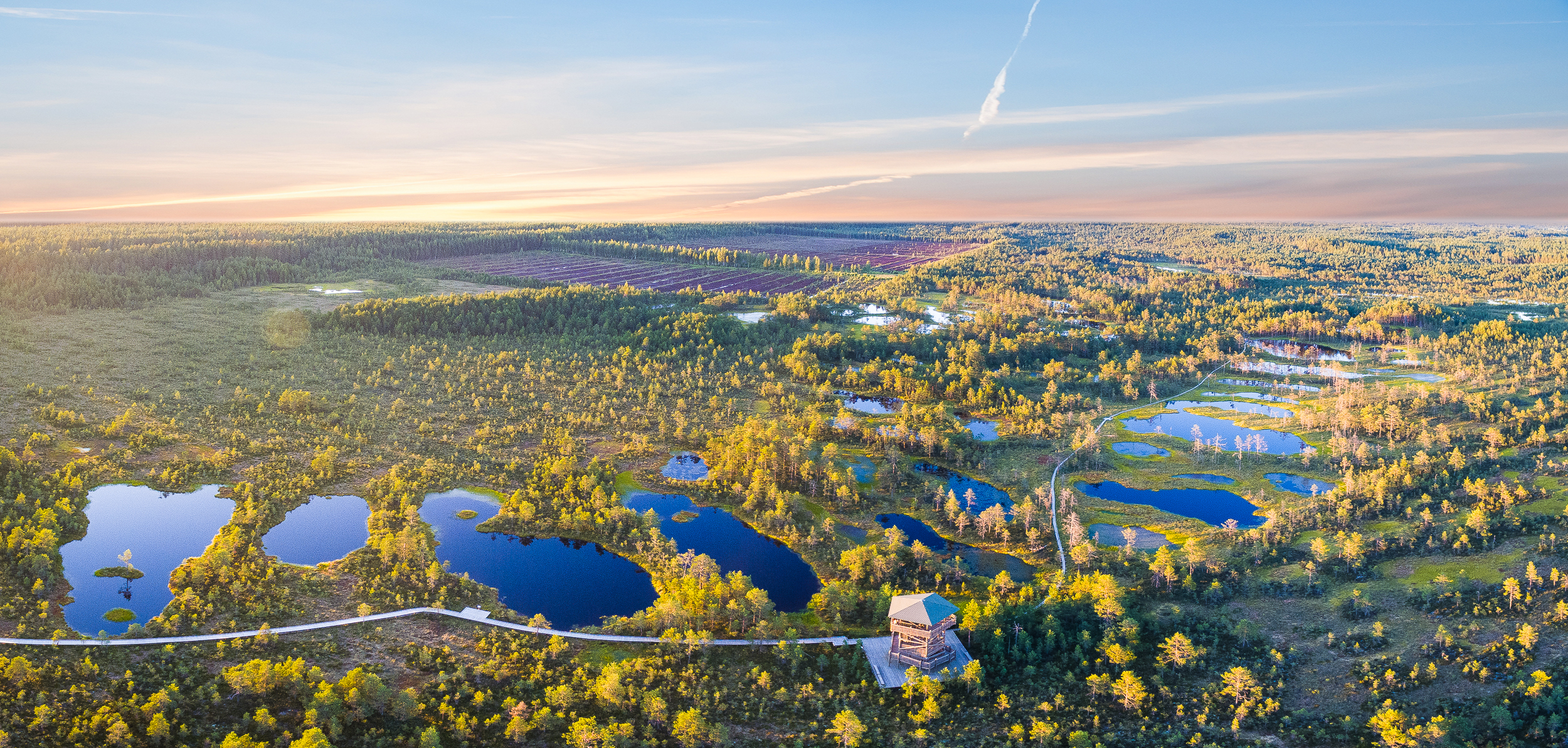
A Viru-láp légi felvételen. Felül középen a korábbi tőzegkitermelésben érintett terület látható

A Viru-láp (észtül: Viru raba) dagadóláp Észország északi partvidékén, a Lahemaa Nemzeti Park területén. Közigazgatásilag Harju megye Kuusalu községében található, közel az 1. sz. Tallinn–Narva (európai E20-as) főúthoz. Területe 235 ha. Észtország legkisebb lápjai közé tartozik, de védettsége és a fővároshoz való közelsége miatt az egyik legismertebb és legnépszerűbb turisztikai célpont, évente átlagosan 40 ezer látogatója van.

## Jellemzői
Nyolcezer évvel ezelőtt, a kontinentális jégtakaró visszahúzódása után egy jégtorlaszból visszamaradt tóként keletkezett. A mocsarasodás kb. ötezer évvel ezelőtt kezdődött. A vízutánpótlást a csapadék jelenti. A láp felszínét vastag tőzegréteg borítja, amelyen keresztül a víz lassan szivárog le, így a felszínén kisebb nyílt vízfelületeket képez. A tőzegréteg vastagsága 6 m, amely évente 1 mm-rel nő. A mocsár vize savas kémhatású, jelentős a szervesanyag-tartalma, és a huminsavak miatt a színe tompán barna. A nyílt vízfelülettel rendelkező kis tavacskák 2-3 m mélyek, a medrüket alul tőzegiszap borítja.

## A tőzegkitermelés és következményei
A lápokból és mocsarakból kitermelt és a rossz termőterületek feljavítására használt tőzegnek gazdasági jelentősége volt. A tőzeglápok lecsapolása és kitermelése a 18. században kezdődött majd a 19. századtól gyorsult fel. (A 19. század közepén már több mint 300 helyen bányásztak tőzeget Észtországban.) A Viru-lápon 1960-tól 1985-ig 37 ha-on folyt tőzegkitermelés. A bányászat leállítása után a tőzeg ásványosodni kezd, a szerves anyag lebomlik, a folyamat pedig szén-dioxidot termel. A Viru-láp kitermelésben érintett részén 2011-ben kezdték meg a természetes vízháztartás visszaállítását. Akkor 26 gátat építettek fából, amelyeknek a terület vízellátását kellett volna biztosítani, illetve tőzegmohát telepítettek a területre. Az akkori beavatkozás nem hozott eredményt, a terület továbbra is száraz maradt. 2015-ben új gátakat építettek, amely már biztosította a rehabilitált terület megfelelő nedvességét. Ennek eredményeként 2016 júliusától  még nyár közepén is nedves volt a terület és a tőzegmoha, valamint egyéb mocsári növények is fejlődni kezdtek.

## Növény- és állatvilága
A láp egyedülálló vizes ökoszisztémával rendelkezik. A növények alkalmazkodtak a savanyú vizes környezethez. Legjellemzőbb növénye a tőzegmoha, amely képes megélni és fejlődni a ásványi anyagokban szegény környezetben is. A tőzegmoha saját tömegének hússzorosát kitevő vizet képes felvenni. A Viru-lápban élő tőzegmohák jellegzetes vöröses vagy fehéres színnel rendelkeznek.
Állatvilágában a rovarok és madarak dominálnak. A nagytestű állatok a lápon ritkák, ott főként  élelemszerzés miatt fordulnak elő. Előfordul ott medve, hiúz, farkas és nyestkutya, esetenként vaddisznó. Télen a jávorszarvasok is megtalálhatók.

## Tanösvény
1977-ben fapallókból tanösvény épült a lápon. Ez volt Észtországban az első fából épített turistaút, amelyet finn mintára, Aarne Kaasik, a Lahemaa Nemzeti Park akkori igazgatójának a javaslatéra készült. Az ösvényt azóta többször újjáépítették, utoljára 2013-ban. 1987-ben egy kilátótornyot is építettek fából a turistaút mentén. Ezt a tornyot 2000-ben és 2013-ban is újjáépítették. A jelenlegi torony kilátószintje 7 m magasságban található, egyszerre 25 fő tartózkodhat rajta. A lép gazdag madárvilága miatt a kilátó népszerű madármegfigyelő hely. A tanösvény mentén, a kilátó közelében egy fürdésre kijelölt hely is található.  
A lápon keresztül vezető tanösvény hossza 3,4 km, ha a szárazföldön vezető részét is beleszámítjuk, akkor az egész körtúraútvonal 5,5 km-es. A tanösvény a Lahemaa Nemzeti Park leglátogatottabb része, 2015-ben 37 ezer látogatója volt. A lápon átvezető fapallós sétaút az észt Állami Erdőgazdálkodási Központ (RMK) kezelésében lévő 370 km-es Oandu–Ikla turistaút része.
2023 szeptemberében új, 90 gépkocsit befogadó parkoló nyílt a Viru-láp mellett. A parkoló a főútról Loksa felé legázó útról érhető el.
A láp tömegközlekedéssel is elérhető. A Tallinn és Rakvere között, vagy Loksa irányába közlekedő távolsági autóbuszokkal is elérhető. A Viru raba és a Loksa tee nevű buszmegállók az E20-as főúton, közvetlenük a Loksa felé leágazó útnál találhatók. A láp ösvénye onnan mintegy fél km-es sétával érhető el.